# 斯科茨布拉夫 (内布拉斯加州)
斯科茨布拉夫（英語：Scottsbluff）是美国內布拉斯加州西部大平原上斯科茨布拉夫縣的一个城市，2010年的人口为15,039人，是内布拉斯加州的第13大城市。

## 姊妹城市
- 阿富汗巴米扬[3]